# Dzerassa Planitia
Dzerassa Planitia est une plaine située sur Vénus dans le quadrangle de Phoebe Regio. Elle a été nommée en référence à Dzerassa, héroïne d'une épopée ossète; fille aux cheveux dorés d'un roi de l'eau.